# Euphorbia cyathophora
Euphorbia cyathophora là một loài thực vật có hoa trong họ Đại kích. Loài này được Murray mô tả khoa học đầu tiên năm 1786.

## Hình ảnh

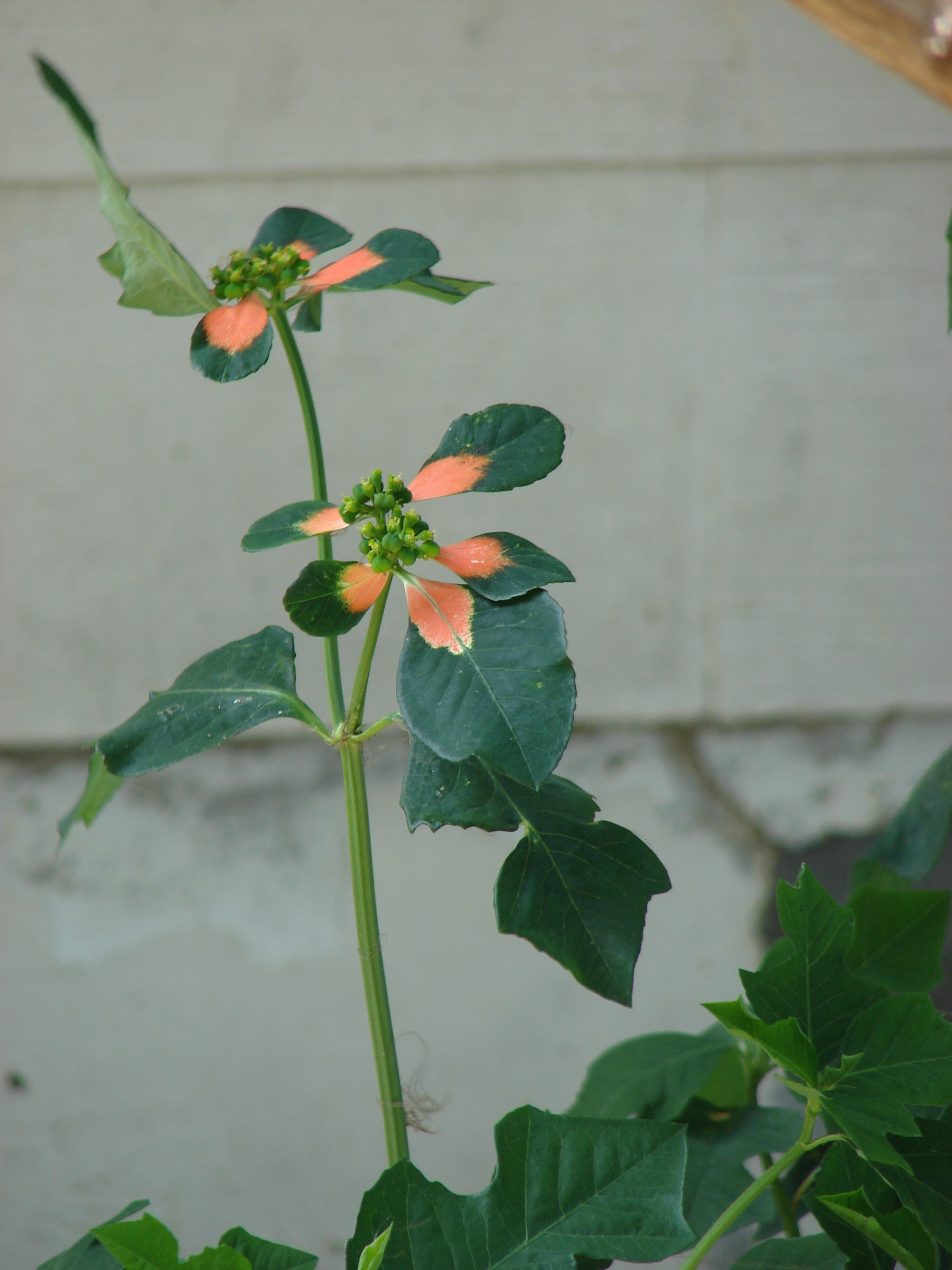
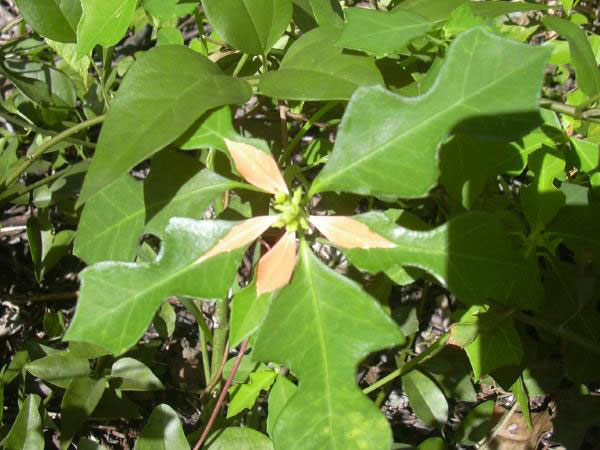
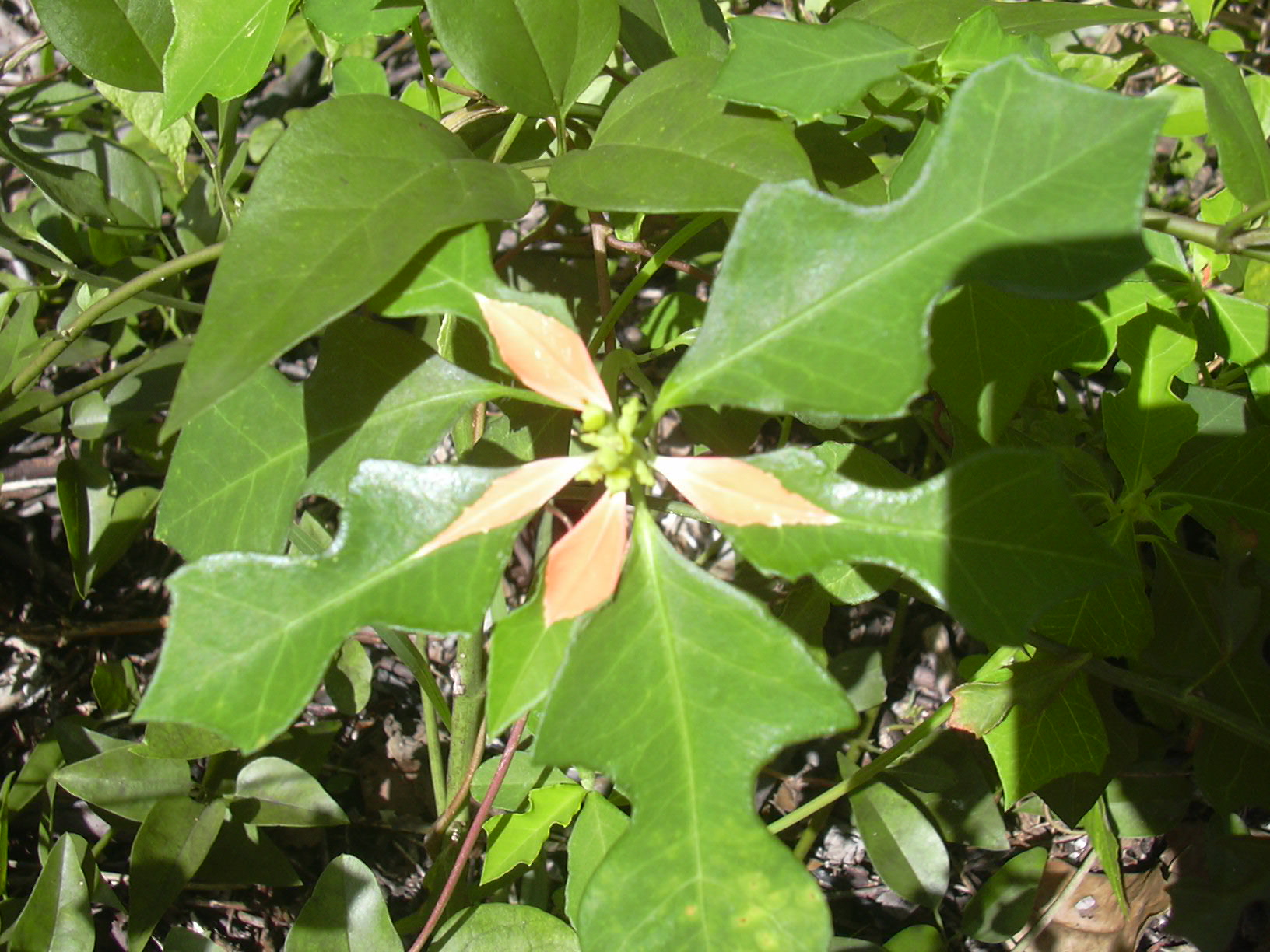
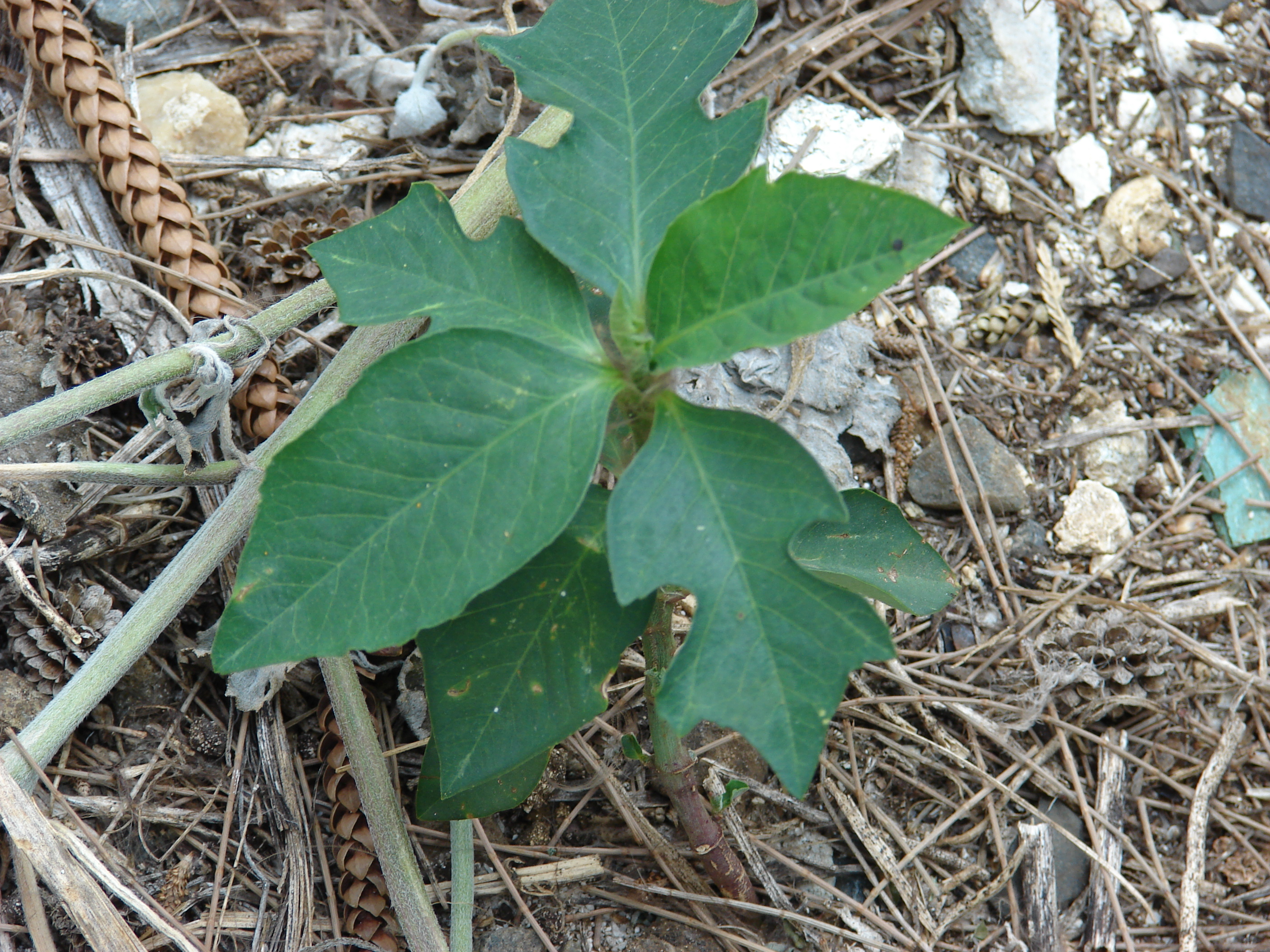